# Grand Prix Formule 1 van Monaco 1992
De Grand Prix Formule 1 van Monaco 1992 werd gehouden op 31 mei 1992 in Monaco.

## Uitslag
| Positie | Nummer | Rijder               | Team                | Ronden | Tijd/Opgave     | Startplaats | Punten |
| ------- | ------ | -------------------- | ------------------- | ------ | --------------- | ----------- | ------ |
| 1       | 1      | Ayrton Senna         | McLaren-Honda       | 78     | 1:50:59.372     | 3           | 10     |
| 2       | 5      | Nigel Mansell        | Williams-Renault    | 78     | + 0.215         | 1           | 6      |
| 3       | 6      | Riccardo Patrese     | Williams-Renault    | 78     | + 31.843        | 2           | 4      |
| 4       | 19     | Michael Schumacher   | Benetton-Ford       | 78     | + 39.294        | 6           | 3      |
| 5       | 20     | Martin Brundle       | Benetton-Ford       | 78     | + 1:21.347      | 7           | 2      |
| 6       | 29     | Bertrand Gachot      | Venturi-Lamborghini | 77     | + 1 Ronde       | 15          | 1      |
| 7       | 9      | Michele Alboreto     | Arrows-Mugen-Honda  | 77     | + 1 Ronde       | 11          |        |
| 8       | 23     | Christian Fittipaldi | Minardi-Lamborghini | 77     | + 1 Ronde       | 17          |        |
| 9       | 21     | JJ Lehto             | Dallara-Ferrari     | 76     | + 2 Rondes      | 20          |        |
| 10      | 26     | Érik Comas           | Ligier-Renault      | 76     | + 2 Rondes      | 23          |        |
| 11      | 10     | Aguri Suzuki         | Arrows-Mugen-Honda  | 76     | + 2 Rondes      | 19          |        |
| 12      | 25     | Thierry Boutsen      | Ligier-Renault      | 75     | + 3 Rondes      | 22          |        |
| NF      | 28     | Ivan Capelli         | Ferrari             | 60     | Spin            | 8           |        |
| NF      | 2      | Gerhard Berger       | McLaren-Honda       | 32     | Versnellingsbak | 5           |        |
| NF      | 11     | Mika Häkkinen        | Lotus-Ford          | 30     | Versnellingsbak | 14          |        |
| NF      | 27     | Jean Alesi           | Ferrari             | 28     | Versnellingsbak | 4           |        |
| NF      | 33     | Mauricio Gugelmin    | Jordan-Yamaha       | 18     | Versnellingsbak | 13          |        |
| NF      | 12     | Johnny Herbert       | Lotus-Ford          | 17     | Spin            | 9           |        |
| NF      | 34     | Roberto Moreno       | Andrea Moda-Judd    | 11     | Motor           | 26          |        |
| NF      | 4      | Andrea de Cesaris    | Tyrrell-Ilmor       | 9      | Versnellingsbak | 10          |        |
| NF      | 15     | Gabriele Tarquini    | Fondmetal-Ford      | 9      | Motor           | 25          |        |
| NF      | 32     | Stefano Modena       | Jordan-Yamaha       | 6      | Spin            | 21          |        |
| NF      | 3      | Olivier Grouillard   | Tyrrell-Ilmor       | 4      | Transmissie     | 24          |        |
| NF      | 16     | Karl Wendlinger      | March-Ilmor         | 1      | Versnellingsbak | 16          |        |
| NF      | 24     | Gianni Morbidelli    | Minardi-Lamborghini | 1      | Versnellingsbak | 12          |        |
| NF      | 22     | Pierluigi Martini    | Dallara-Ferrari     | 0      | Spin            | 18          |        |
| NQ      | 7      | Eric van de Poele    | Brabham-Judd        |        |                 |             |        |
| NQ      | 8      | Damon Hill           | Brabham-Judd        |        |                 |             |        |
| NQ      | 14     | Andrea Chiesa        | Fondmetal-Ford      |        |                 |             |        |
| NQ      | 17     | Paul Belmondo        | March-Ilmor         |        |                 |             |        |
| PQ      | 30     | Ukyo Katayama        | Venturi-Lamborghini |        |                 |             |        |
| PQ      | 35     | Perry McCarthy       | Andrea Moda-Judd    |        |                 |             |        |

## Wetenswaardigheden
- Gianni Morbidelli kreeg zijn wagen niet aan de praat voor de opwarmronde waardoor zijn plaats op de grid leeg bleef. Hij moest opgeven na één ronde.
- Ayrton Senna won zijn eerste race van het seizoen. Het was zijn vijfde overwinning in Monaco.

## Statistieken
| Pole-position | Nigel Mansell | Williams-Renault | 1:19.495 |
| Snelste ronde | Nigel Mansell | Williams-Renault | 1:21.598 |

## Noot
- Dit was de 25ste snelste ronde voor Nigel Mansell.
- Dit was de vierde opeenvolgende en vijfde overwinning van de Grote Prijs van Monaco voor Ayrton Senna. Door het vier opeenvolgende keren te winnen vestigde Senna een nieuw record, en verbrak hij het record van Graham Hill die tussen 1963 en 1965 in Monaco wist te winnen. Door voor de vijfde keer in totaal te winnen, evenaarde hij het record van de meeste F1-overwinningen in Monaco van Graham Hill, gevestigd tijdens de Grote Prijs van Monaco van 1969.

1929 · 1930 · 1931 · 1932 · 1933 · 1934 · 1935 · 1936 · 1937 · 1948 · 1950 · 1955 · 1956 · 1957 · 1958 · 1959 · 1960 · 1961 · 1962 · 1963 · 1964 · 1965 · 1966 · 1967 · 1968 · 1969 · 1970 · 1971 · 1972 · 1973 · 1974 · 1975 · 1976 · 1977 · 1978 · 1979 · 1980 · 1981 · 1982 · 1983 · 1984 · 1985 · 1986 · 1987 · 1988 · 1989 · 1990 · 1991 · 1992 · 1993 · 1994 · 1995 · 1996 · 1997 · 1998 · 1999 · 2000 · 2001 · 2002 · 2003 · 2004 · 2005 · 2006 · 2007 · 2008 · 2009 · 2010 · 2011 · 2012 · 2013 · 2014 · 2015 · 2016 · 2017 · 2018 · 2019 · 2020 · 2021 · 2022 · 2023 · 2024 · 2025